# Operações Sandy e Pushover

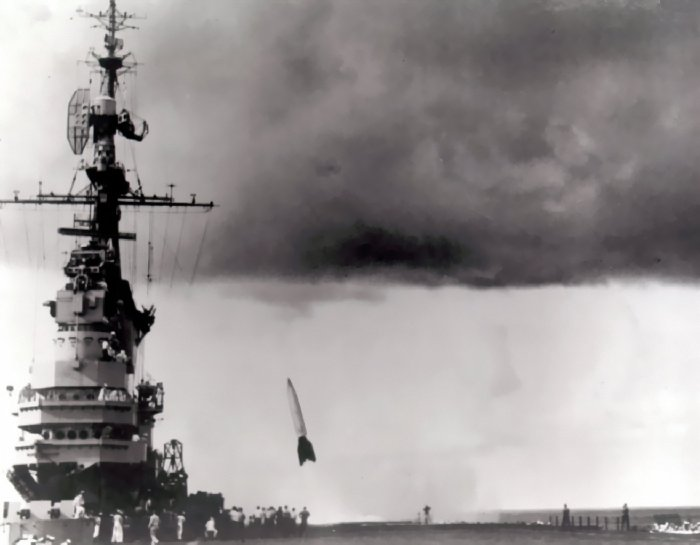
Lançamento de um foguete V-2 capturado do convés do porta-aviões USS Midway (CV-41) da Marinha dos EUA durante a "Operação Sandy", 6 de setembro de 1947.

Operação Sandy foi o codinome para a operação de lançamento pós-Segunda Guerra Mundial de um foguete V-2 capturado do convés do porta-aviões USS Midway (CV-41) da Marinha dos Estados Unidos em 6 de setembro de 1947. Marcou o primeiro lançamento de um grande foguete e o único para um V-2, a partir de um navio no mar.
Operação Pushover foi o codinome para a operação de teste de acompanhamento subsequente efetuado no final de 1949 para avaliar o perigo de uma explosão de V-2 para um porta-aviões.

## Operação Sandy
O contra-almirante Daniel V. Gallery, assistente do Chefe de Operações Navais, foi um dos primeiros defensores do conceito. Foi ele quem iniciou a Operação Sandy.
Testes preliminares foram feitos no "White Sands Missile Range", usando um convés de porta-aviões simulado. O V-2 a ser usado foi montado em White Sands. Ele foi transportado por todo o país para a costa leste e carregado a bordo do Midway, então o maior porta-aviões da Marinha e equipado com uma cabine de comando blindada. O porta-aviões navegou até um ponto várias centenas de milhas ao sul das Bermudas para o lançamento.
Após a decolagem, o V-2 se inclinou em um ângulo e posteriormente se quebrou em três partes a uma altitude de 15.000 pés (4.600 m), decepcionando as ilustres testemunhas.

## Operação Pushover
A Operação Pushover determinou quanto dano resultaria de uma queda ou explosão de um V-2 em um convés de transporte, usando um convés simulado construído em White Sands. No final de 1949, um V-2 totalmente abastecido foi colocado em um pedestal com quatro pernas, duas das quais foram equipadas com explosivos para serem "explodidos logo após a ignição do motor do foguete". A Pushover nº 2 repetiu o teste com o deck levantado vários metros.